# Viersen
Viersen település Németországban, azon belül Észak-Rajna-Vesztfália tartományban. Lakosainak száma 79 250 fő (2023. december 31.). Viersen Schwalmtal, Nettetal, Grefrath, Tönisvorst és Willich községekkel határos.

## Népesség
A település népességének változása:
| Lakosok száma | 84 220 | 76 384 | 76 586 | 76 905 | 77 523 | 78 208 | 79 250 |
|               | 1975   | 2016   | 2017   | 2019   | 2021   | 2022   | 2023   |